# Jérôme Cousin
Jérôme Cousin (født 5. juni 1989) er en tidligere professionel cykelrytter fra Frankrig.
Han er ved fire etaper blev kåret som den mest angrebsivrige rytter i Tour de France. Senest var på 3. etape af Tour de France 2020. Cousin har været i udbrud i over 1000 kilometer i løbet af sine Tour de France-deltagelser i 2013, 2016, 2018 og 2020.